# Alfons, kníže z Asturie (1453–1468)
Alfons, kníže z Asturie (17. listopadu 1453, Tordesillas – 5. července 1468, Cardeñosa), zvaný Alfons Nevinný, byl vůdcem vzpoury kastilských velmožů proti jeho nevlastnímu bratru Jindřichovi IV., který ho uznal za svého předpokládaného dědice.

## Dětství
Alfons byl jediným přeživším synem Jana II. z jeho druhého manželství s Isabelou Portugalskou. Alfonsova starší sestra, budoucí Isabela I. Kastilská, byla také dítětem tohoto druhého svazku.
Po smrti jejich otce Jana II. byli Alfons, jeho matka a sestra prakticky vykázáni, matka do Arévala a děti do Segovie. Když bylo Alfonzovi přibližně sedm let, byly obě děti přesunuty na Jindřichův dvůr v Madridu a umístěny do domácnosti královny Jany. Říká se, že v tomto období se královna Jana pokusila Alfonse alespoň jednou otrávit, aby zajistila nástupnictví pro svou jedinou dceru.

## Dědic trůnu

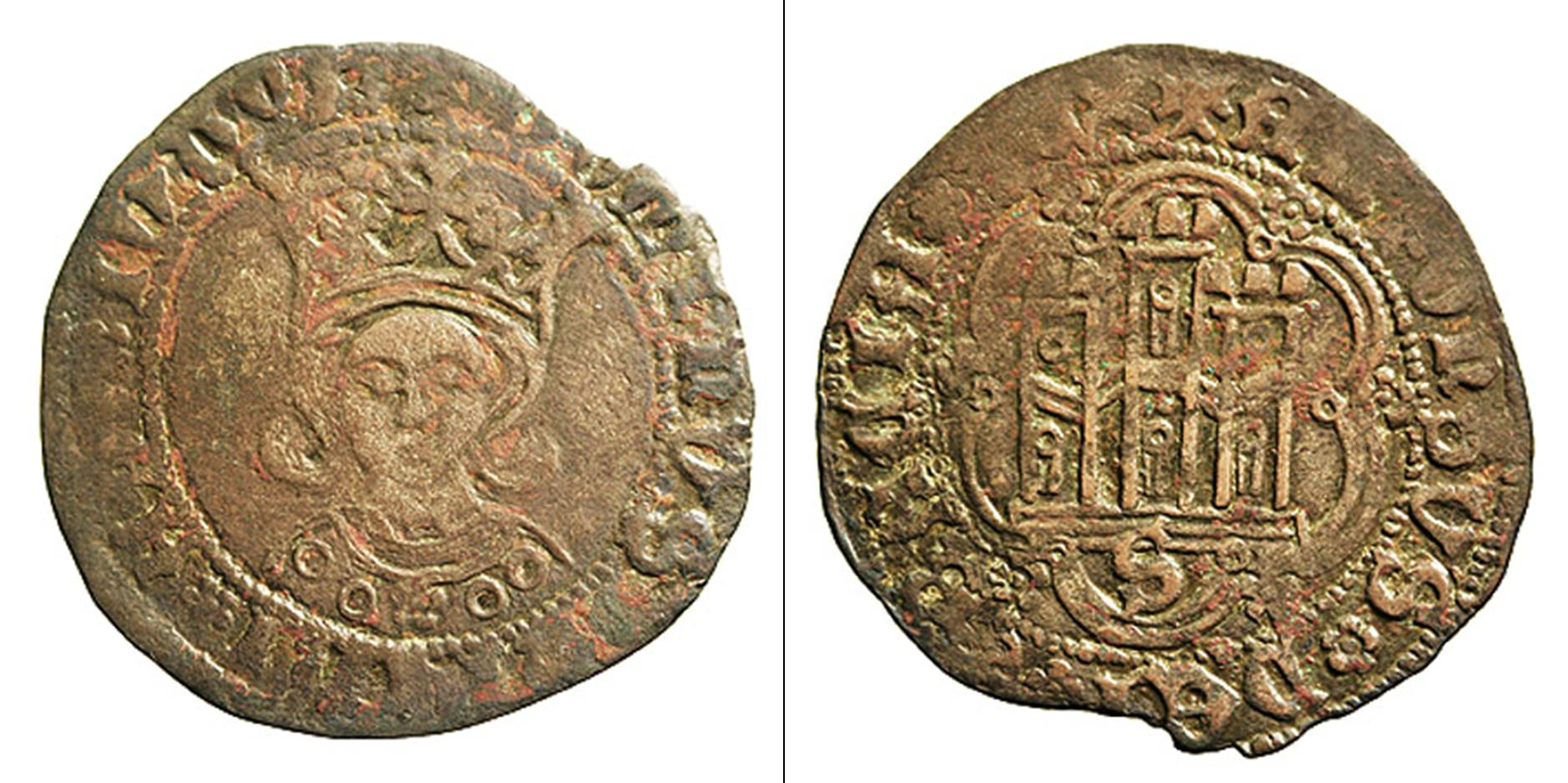
Mince vyražená Alfonsovými příznivci v Seville

Na počátku 60. let 15. století začala být vláda Jindřicha IV. terčem nespokojenosti kastilských šlechticů, kteří věřili, že dítě královny Jany, Jana, kněžna z Asturie, nebylo zplozeno Jindřichem. Propaganda a fámy, podporované ligou vzpurných šlechticů, tvrdily, že jejím otcem byl Beltrán de la Cueva, králův favorit nízkého původu, kterému Jindřich udělil vysoké postavení a který byl podle Alfonsa de Palencia a dalších možná Janiným milencem. To vedlo k označení dívky jako „Juana la Beltraneja“, což se s ní pojí dodnes. Pokud byla Jana nelegitimní, dalším v pořadí byl Alfons. Pokud byla legitimní, pak byli Alfons i jeho slavná sestra Isabela uzurpátory. Vzhledem k Isabele a jejímu vlivu na světové dějiny fascinuje tato otázka historiky již po staletí.

## „Alfons XII.“
Liga šlechticů ovládající Alfonse přinutila Jindřicha v roce 1464, aby se Jindřich zřekl Jany a uznal Alfonse za svého oficiálního dědice. Alfons se tak stal knížetem z Asturie, což byl titul dříve držený Janou. Jindřich s tímto kompromisem souhlasil pod podmínkou, že se Alfons jednoho dne s Janou ožení, aby si oba jednou nárokovali korunu.
Brzy poté však Jindřich své slovo porušil a znovu začal podporovat nárok své dcery. Dne 5. června 1465 šlechtici v lize symbolicky sesadili Jindřicha před městem Ávila a korunovali Alfonse jako protikrále. Tato událost je známá jako fraška v Ávile. Krátce nato začal Alfons rozdělovat půdu a tituly, jako by již byl neomezeným vládcem. Začala občanská válka. Nejvýznamnější střet se odehrál ve druhé bitvě u Olmeda v roce 1467, která skončila nerozhodně.

## Smrt a pohřeb
V roce 1468, ve věku pouhých 14 let, Alfons náhle zemřel. Příčina smrti není známa, pravděpodobně šlo o nemoc, jako byla tuberkulóza nebo mor (i když se spekuluje, že byl záměrně otráven svými nepřáteli).
Byl pohřben poblíž svého otce (kde se k nim později připojila Isabela Portugalská) v kartuziánském klášteře Miraflores v hrobkách, které nechala zhotovit jeho sestra Isabela. V roce 2006 bylo během restaurace kláštera provedeno antropologické studium hrobů pod vedením Generálního ředitelství pro kulturní dědictví a majetek Juntay de Castilla y León. Jeho ostatky, uložené v ořechové rakvi, byly nalezeny ve špatném stavu. Jeho výška byla odhadnuta na 165 cm.
V roce 2013 byla na základě těchto výsledků Leónskou univerzitou zveřejněna studie, která teoretizovala, že Alfons byl otráven, protože jeho příznaky neodpovídaly moru a jeho ostatky neprokázaly přítomnost bakterií yersinia pestis.
Ve své závěti odkázal korunu své sestře Isabele a požádal ji, aby se postavila do čela vzbouřenců místo něj. Krátce poté Isabela odmítla a po vyjednávání v Toros de Guisando, během něhož ona a její spojenci získali většinu toho, co chtěli, byl Jindřich přesvědčen, aby vyloučil Janu la Beltraneju z nástupnictví a uznal Isabelu za svou oficiální dědičku. Ačkoliv Jindřich nadále tomuto rozhodnutí odporoval, jeho kroky byly neúčinné a až do konce své vlády zůstával s Isabelou v míru. Isabela se stala další kastilskou panovnicí po jeho smrti v roce 1474.

## Vývod z předků
|        |                          |  |                     |                      |  |  |  |  |  |  |  | Jindřich II. Kastilský |
|        |                          |  |                     |                      |  |  |  |  |  |  |  |                        |
|        | Jan I. Kastilský         |  |                     |                      |  |  |  |  |  |  |  |                        |
|        |                          |  |                     |                      |  |  |  |  |  |  |  |                        |
|        |                          |  |                     | Juana Manuel         |  |  |  |  |  |  |  |                        |
|        |                          |  |                     |                      |  |  |  |  |  |  |  |                        |
|        | Jindřich III. Kastilský  |  |                     |                      |  |  |  |  |  |  |  |                        |
|        |                          |  |                     |                      |  |  |  |  |  |  |  |                        |
|        |                          |  |                     | Petr IV. Aragonský   |  |  |  |  |  |  |  |                        |
|        |                          |  |                     |                      |  |  |  |  |  |  |  |                        |
|        | Eleonora Aragonská       |  |                     |                      |  |  |  |  |  |  |  |                        |
|        |                          |  |                     |                      |  |  |  |  |  |  |  |                        |
|        |                          |  |                     | Eleonora Sicilská    |  |  |  |  |  |  |  |                        |
|        |                          |  |                     |                      |  |  |  |  |  |  |  |                        |
|        | Jan II. Kastilský        |  |                     |                      |  |  |  |  |  |  |  |                        |
|        |                          |  |                     |                      |  |  |  |  |  |  |  |                        |
|        |                          |  |                     | Eduard III. Anglický |  |  |  |  |  |  |  |                        |
|        |                          |  |                     |                      |  |  |  |  |  |  |  |                        |
|        | Jan z Gentu              |  |                     |                      |  |  |  |  |  |  |  |                        |
|        |                          |  |                     |                      |  |  |  |  |  |  |  |                        |
|        |                          |  |                     | Filipa Henegavská    |  |  |  |  |  |  |  |                        |
|        |                          |  |                     |                      |  |  |  |  |  |  |  |                        |
|        | Kateřina z Lancasteru    |  |                     |                      |  |  |  |  |  |  |  |                        |
|        |                          |  |                     |                      |  |  |  |  |  |  |  |                        |
|        |                          |  |                     | Petr I. Kastilský    |  |  |  |  |  |  |  |                        |
|        |                          |  |                     |                      |  |  |  |  |  |  |  |                        |
|        | Konstancie Kastilská     |  |                     |                      |  |  |  |  |  |  |  |                        |
|        |                          |  |                     |                      |  |  |  |  |  |  |  |                        |
|        |                          |  |                     | Marie z Padilly      |  |  |  |  |  |  |  |                        |
|        |                          |  |                     |                      |  |  |  |  |  |  |  |                        |
| Alfons |                          |  |                     |                      |  |  |  |  |  |  |  |                        |
|        |                          |  |                     |                      |  |  |  |  |  |  |  |                        |
|        |                          |  | Petr I. Portugalský |                      |  |  |  |  |  |  |  |                        |
|        |                          |  |                     |                      |  |  |  |  |  |  |  |                        |
|        | Jan I. Portugalský       |  |                     |                      |  |  |  |  |  |  |  |                        |
|        |                          |  |                     |                      |  |  |  |  |  |  |  |                        |
|        |                          |  |                     | Teresa Lourenço      |  |  |  |  |  |  |  |                        |
|        |                          |  |                     |                      |  |  |  |  |  |  |  |                        |
|        | Jan Portugalský          |  |                     |                      |  |  |  |  |  |  |  |                        |
|        |                          |  |                     |                      |  |  |  |  |  |  |  |                        |
|        |                          |  |                     | Jan z Gentu          |  |  |  |  |  |  |  |                        |
|        |                          |  |                     |                      |  |  |  |  |  |  |  |                        |
|        | Filipa z Lancasteru      |  |                     |                      |  |  |  |  |  |  |  |                        |
|        |                          |  |                     |                      |  |  |  |  |  |  |  |                        |
|        |                          |  |                     | Blanka z Lancasteru  |  |  |  |  |  |  |  |                        |
|        |                          |  |                     |                      |  |  |  |  |  |  |  |                        |
|        | Isabela Portugalská      |  |                     |                      |  |  |  |  |  |  |  |                        |
|        |                          |  |                     |                      |  |  |  |  |  |  |  |                        |
|        |                          |  |                     | Jan I. Portugalský   |  |  |  |  |  |  |  |                        |
|        |                          |  |                     |                      |  |  |  |  |  |  |  |                        |
|        | Alfons I.                |  |                     |                      |  |  |  |  |  |  |  |                        |
|        |                          |  |                     |                      |  |  |  |  |  |  |  |                        |
|        |                          |  |                     | Inês Pires           |  |  |  |  |  |  |  |                        |
|        |                          |  |                     |                      |  |  |  |  |  |  |  |                        |
|        | Isabela z Braganzy       |  |                     |                      |  |  |  |  |  |  |  |                        |
|        |                          |  |                     |                      |  |  |  |  |  |  |  |                        |
|        |                          |  |                     | Nuno Álvares Pereira |  |  |  |  |  |  |  |                        |
|        |                          |  |                     |                      |  |  |  |  |  |  |  |                        |
|        | Beatriz Pereira de Alvim |  |                     |                      |  |  |  |  |  |  |  |                        |
|        |                          |  |                     |                      |  |  |  |  |  |  |  |                        |
|        |                          |  |                     | Leonor de Alvim      |  |  |  |  |  |  |  |                        |
|        |                          |  |                     |                      |  |  |  |  |  |  |  |                        |